# Charadrahyla pinorum
Espèce
Synonymes
- Hyla pinorum Taylor, 1937
- Exerodonta pinorum Faivovich et al., 2005

Statut de conservation UICN

 VU B1ab(iii,v) : Vulnérable
Charadrahyla pinorum est une espèce d'amphibiens de la famille des Hylidae.

## Répartition
Cette espèce est endémique du Mexique. Elle se rencontre sur le versant Pacifique de la Sierra Madre del Sur :
- dans l'État de Guerrero ;
- dans l'État d'Oaxaca.

## Publication originale
- Taylor, 1937 : New species of Hylid frogs from Mexico with comments on the rare Hyla bistincta Cope. Proceedings of the Biological Society of Washington, vol. 50, p. 43-54 (texte intégral).
- Faivovich, Pereyra, Luna, Hertz, Blotto, Vásquez-Almazán, McCranie, Sánchez, Baêta, Araujo-Vieira, Köhler, Kubicki, Campbell, Frost, Wheeler & Haddad, 2018 : On the Monophyly and Relationships of Several Genera of Hylini (Anura:Hylidae: Hylinae), with Comments on Recent Taxonomic Changes in Hylids. South American Journal of Herpetology, vol. 13, no 1, p. 1-32.